# ولینگتون اولیویرا
ولینگتون رابسون پنا دِ اولیویرا (پرتغالی: Weligton Robson Pena de Oliveira؛ زادهٔ ۲۶ اوت ۱۹۷۹) بازیکن فوتبال سابق اهل برزیل است.
ولینگتون اولیویرا در تیم‌های فوتبال پنافیل، گراس‌هاپر و مالاگا سابقهٔ حضور دارد.